# Route 16 (Nouveau-Brunswick)
Pour les articles homonymes, voir Route 16.
La route 16 du Nouveau-Brunswick est une route principale reliant la route 2 au pont de la Confédération en direction de l'Île-du-Prince-Édouard. Elle fait partie de l'itinéraire secondaire de la route transcanadienne menant à l'Île-du-Prince-Édouard ainsi que de la route du littoral acadien.

## Description du tracé
L'extrémité ouest de la route 16 se situe à Aulac, sur le chemin Aulac. À moins de 500 m (0,31 mi) à l'est, elle croise la route 2. 
La route 16 continue vers l'est comme route rurale à deux voies en traversant plusieurs petites communautés. Elle est près de la frontière entre le Nouveau-Brunswick et la Nouvelle-Écosse. À Port Elgin, elle rencontre l'extrémité est de la route 15. Elle continue en bifurquant légèrement vers le nord-est jusqu'à Malden. Elle reprend une orientation vers le nord et croise un échangeur à l'ouest de Bayfield avant d'entrer dans la Réserve national de Cape Jourimain. Elle emprunte ensuite le Pont de la Confédération. À mi-chemin, la route 16 devient la route 1 et se continue vers l'Île-du-Prince-Édouard comme route 1.

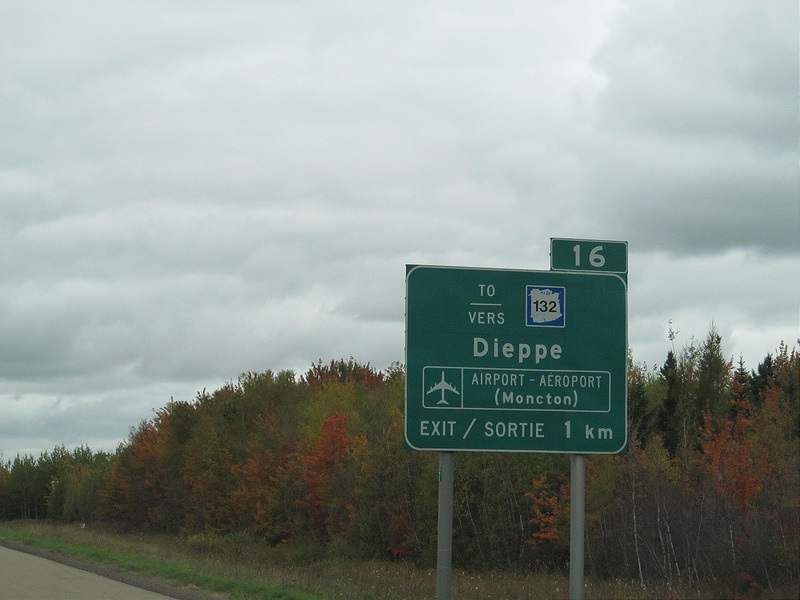
Panneau routier indiquant Dieppe et l'aéroport international Roméo-LeBlanc.

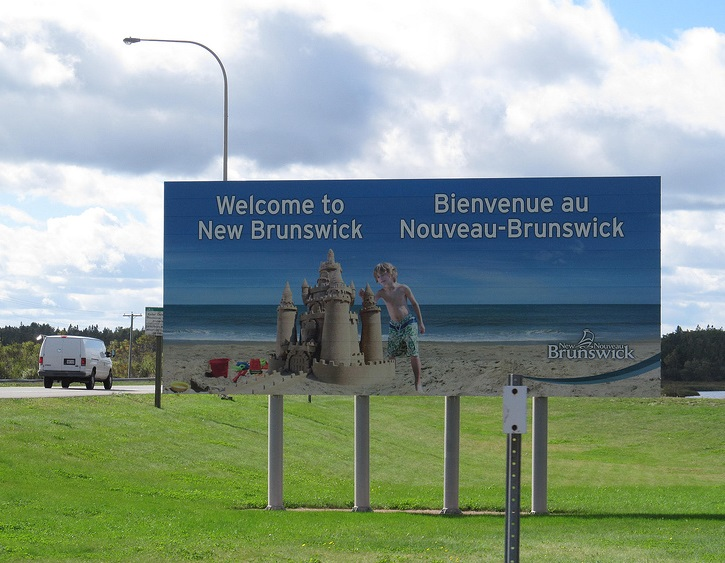
Panneau routier bilingue de "Bienvenue au Nouveau-Brunswick" sur la Route 16.

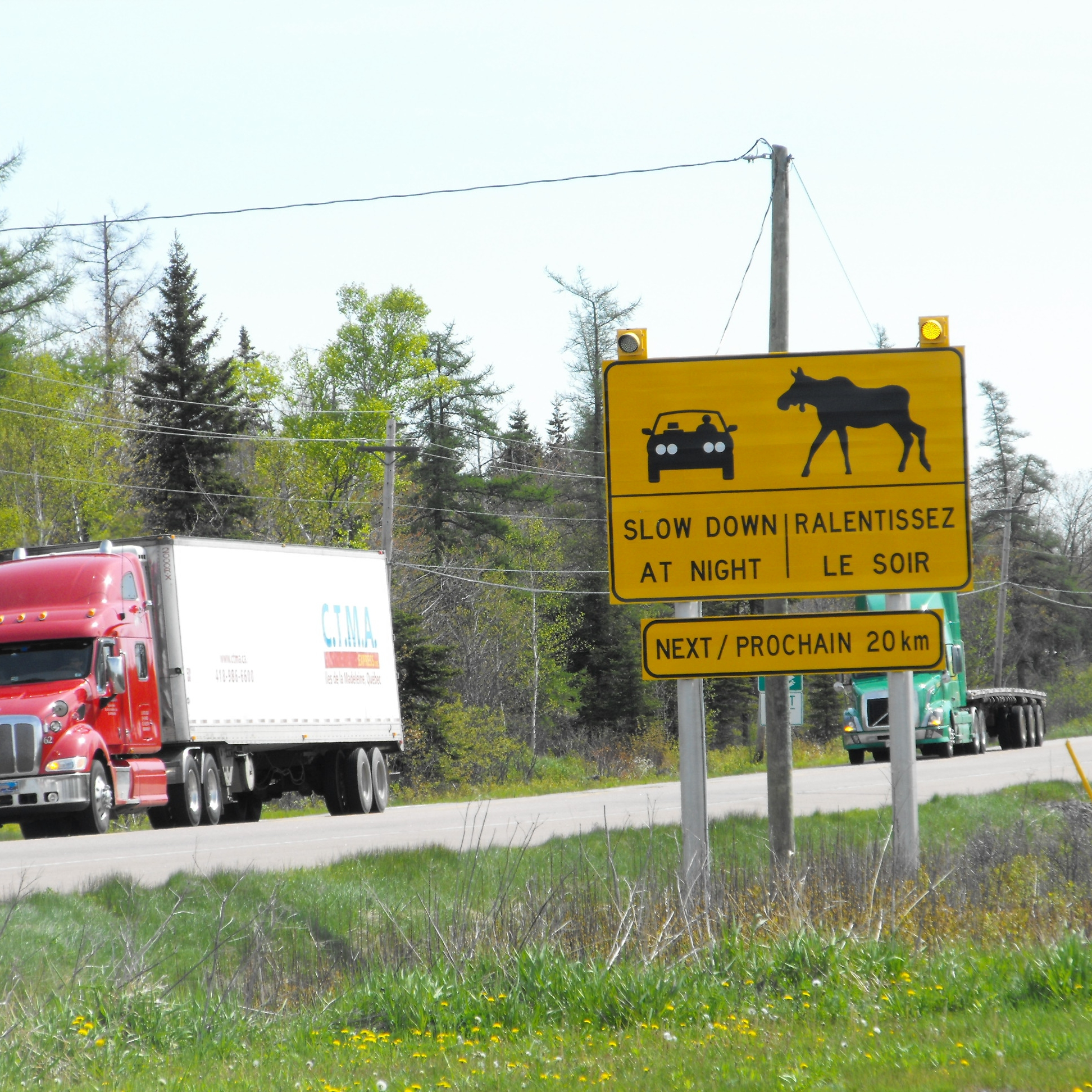
Panneau routier sur la route 16 indiquant la présence d'orignaux.

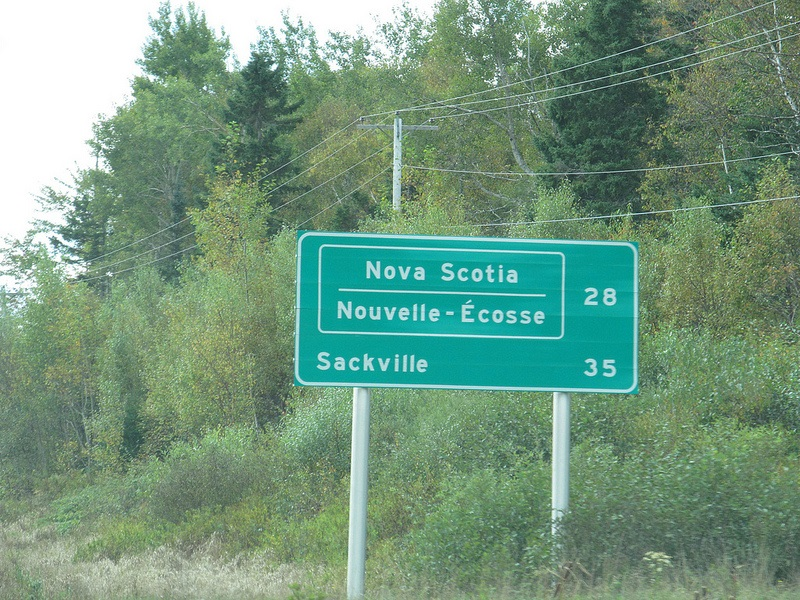
Panneau routier indiquant la direction de la Nouvelle-Écosse.

## Intersections majeures
| Comté                                 | Ville                     | km    | Sortie                                                               | Destinations                                                         | Notes                                                                     |
| ------------------------------------- | ------------------------- | ----- | -------------------------------------------------------------------- | -------------------------------------------------------------------- | ------------------------------------------------------------------------- |
| Westmorland                           | Tantramar                 | −0,30 |                                                                      | Chemin Aulac – Aulac, Fort Beauséjour                                | Ancien terminus ouest                                                     |
| Westmorland                           | Tantramar                 | 0,00  | —                                                                    | NB-2 – Nouvelle-Écosse, Sackville, Moncton                           | Sortie 513 de la NB-2                                                     |
| Westmorland                           | Strait Shores             | 19,80 |                                                                      | NB-970 – Baie-Verte                                                  |                                                                           |
| Westmorland                           | Strait Shores             | 25,60 | 25                                                                   | NB-15 ouest – Shédiac, Moncton NB-970 sud – Port Elgin, Baie-Verte   | Terminus est de la NB-15; terminus nord de la NB-970; carrefour giratoire |
| Westmorland                           | Strait Shores             | 29,40 |                                                                      | NB-960 est – Upper Cape                                              | Terminus ouest de la NB-960                                               |
| Westmorland                           | Strait Shores             | 47,70 | 47                                                                   | NB-955 – Cap-Tourmentin, Murray Corner                               | Échangeur                                                                 |
| Westmorland                           | Strait Shores             | 51,20 | 51                                                                   | Cap-Jourimain                                                        | Échangeur                                                                 |
| Détroit de Northumberland             | Détroit de Northumberland | 51,60 | Pont de la Confédération (péage en quittant l'Île-du-Prince-Édouard) | Pont de la Confédération (péage en quittant l'Île-du-Prince-Édouard) | Pont de la Confédération (péage en quittant l'Île-du-Prince-Édouard)      |
| Détroit de Northumberland             | Détroit de Northumberland | 59,10 | —                                                                    | Route 1 est – Borden-Carleton, Charlottetown                         | Continue à l'Île-du-Prince-Édouard                                        |
| - Péage - Transition de route - Fermé |                           |       |                                                                      |                                                                      |                                                                           |